# Феодосийская мужская гимназия
Феодосийская мужская прогимназия, Феодосийская шестиклассная гимназия, Феодосийская казённая мужская гимназия — среднее учебное заведение в Феодосии в Таврической губернии Российской империи. Существовала с 1873 по 1918 годы.

## История
В 1873 году в Феодосии была открыта казённая мужская прогимназия (четырехклассная школа). В 1876 года прогимназия была преобразована в шестиклассную, а в 1883 году — в полную восьмиклассную классическую гимназию. С 1879 года при гимназии был открыт подготовительный класс.
Гимназию возглавил кандидат филологии, выпускник Новороссийского университета, действительный статский советник В. К. Виноградов. Сначала в качестве инспектора, затем — директора гимназии до своей кончины в 1894 году.
Гимназия находилась на склоне Карантинной горки, располагала довольно большой территорией. Помимо собственно здания гимназии были двор, палисадник с цветником и фруктовыми деревьями, разные служебные и подсобные помещения. Здание гимназии двухэтажное, в нижнем этаже располагались гардероб, рекреационный зал, библиотека, четыре классных комнаты и квартира инспектора гимназии. В верхнем — учительская комната, пять классных комнат, физкабинет и квартира директора гимназии (в ней жила семья Виноградовых).

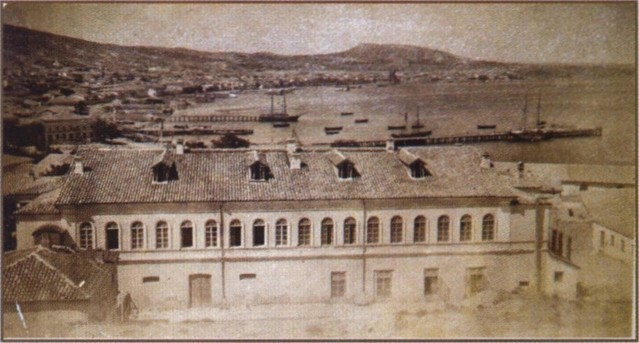
Старое здание гимназии

Первоначально под гимназию было занято старое здание у Карантинной горки. Большое участие в строительстве нового здания принял постоянно живший в Феодосии известный художник И. К. Айвазовский, ставший почётным попечителем гимназии. В своих письмах в Министерство просвещения И. Д. Делянову (с которым был дружен и даже на «ты»), Н. М. Аничкову он предлагал варианты изыскания средств на строительство. Новое здание, в стиле неоренессанс, было возведено в середине 1890-х годов уже при новом директоре В. Ф. Гролихе на Крепостной улице (ныне — Адмиральский бульвар). Большое участие в делах гимназии принимали также бывший профессор Новороссийского университета В. И. Лапшин, представители местной власти Н. А. Крым-Гирей, С. А. Крым, В. Н. Алтухов.
Обучение было платным (40 рублей в 1890 году), существовали стипендии для неимущих учеников (имени Лулудаки, адмирала Микрюкова), материальную помощь нуждавшимся ученикам оказывал и И. К. Айвазовский, внося ежегодно денежную сумму в кассу общества вспомоществования нуждающимся гимназистам и выдавая лично пособия некоторым из них.
Количество учащихся постепенно росло, с 68 человек в 1873/1874 учебном году до 110 в 1880/1881.
В программу обучения входили древние (греческий и латинский) языки, иностранные (немецкий, французский) языки, российская и всемирная история, география, математика, русский язык, словесность. Уроки музыки и танцев оплачивались отдельно.
В гимназии удалось собрать довольно большую библиотеку (594 учебника и 2316 книг в 1881 году).
Обучавшийся в гимназии М. Волошин писал

Состав преподавателей Феодосийской гимназии был очень разнообразный, и, наравне с серьёзными и талантливыми педагогами, много было таких, которые давно наскучили своим малоинтересным делом.— Волошин «Записи 1832 г.»
Последний выпуск гимназистов состоялся в 1918 году. В годы Гражданской войны в здании гимназии расположилось Киевское Константиновское военное училище. После установления Советской власти здание занял техникум народов Востока.

## Общественное значение
Гимназисты играли в феодосийском обществе роль, соответствующую в столичных городах студентам, а в больших губернских городах — офицерам: роль культурных и образованных людей. Ими интересовались, их ценили, их уважали.
Гимназия выступала своего рода местным культурным центром, здесь ставились спектакли, развивалось краеведение, многие педагоги были любителями и собирателями древностей. Духовой оркестр гимназии, руководимый Мурзаевым, не уступал оркестру расквартированного в Феодосии Виленского полка.

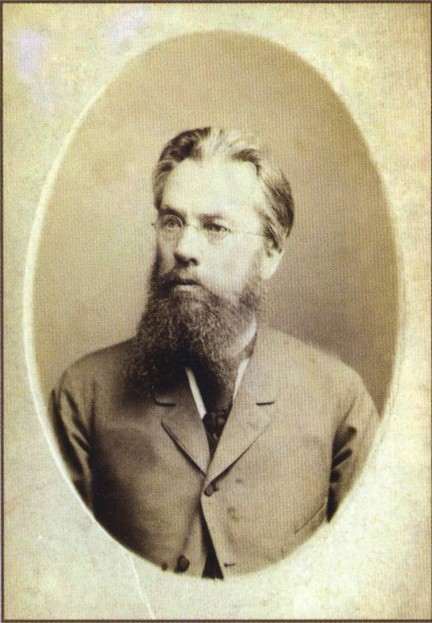
В. К. Виноградов — директор Феодосийской гимназии в 1873—1894 гг.

## Известные преподаватели
- С. И. Веребрюсов
- А. С. Веребрюсов (математика и космография).
- В. К. Виноградов (русский язык и словесность)
- Ю. А. Галабутский[2] (русский язык и словесность)
- В. Ф. Гролих[3] (латынь)
- Л. П. Колли[4] (французский язык)
- А. П. Кучинский
- Д. В. Мышкин
- Г. П. Папудоглу

## Известные выпускники
- Константин Богаевский
- Максимилиан Волошин (1897)
- Соломон Крым (1884)
- Лев Лагорио
- Александр Пешковский (с золотой медалью)
- Сергей Эфрон (1914, экстерном)

## Интересные факты
Сам Волошин так вспоминал о гимназическом периоде своей жизни: 

Когда отзывы о моих московских успехах были моей матерью представлены в феодосийскую гимназию, то директор, гуманный и престарелый Василий Ксенофонтович Виноградов, развел руками и сказал: «Сударыня, мы, конечно, вашего сына примем, но должен вас предупредить, что идиотов мы исправить не можем»